# أبو عليوة الغربية
قرية ابوعليوه هي إحدى القرى التابعة لمركز سيدي سالم في محافظة كفر الشيخ في جمهورية مصر العربية. حسب إحصاءات سنة 2006، بلغ إجمالي السكان في ابوعليوه 3728 نسمة، منهم 1955 رجل و1773 امرأة.